# Коста (Парма)
Коста је насеље у Италији у округу Парма, региону Емилија-Ромања.
Према процени из 2011. у насељу је живело 239 становника. Насеље се налази на надморској висини од 424 м.